# Chiesa di San Giovanni Battista (Soldano)
La chiesa di San Giovanni Battista è un luogo di culto cattolico situato nel comune di Soldano, in piazza San Giovanni, in provincia di Imperia. La chiesa è sede della parrocchia omonima del vicariato di Bordighera e Valle Nervia della diocesi di Ventimiglia-San Remo.

## Storia e descrizione

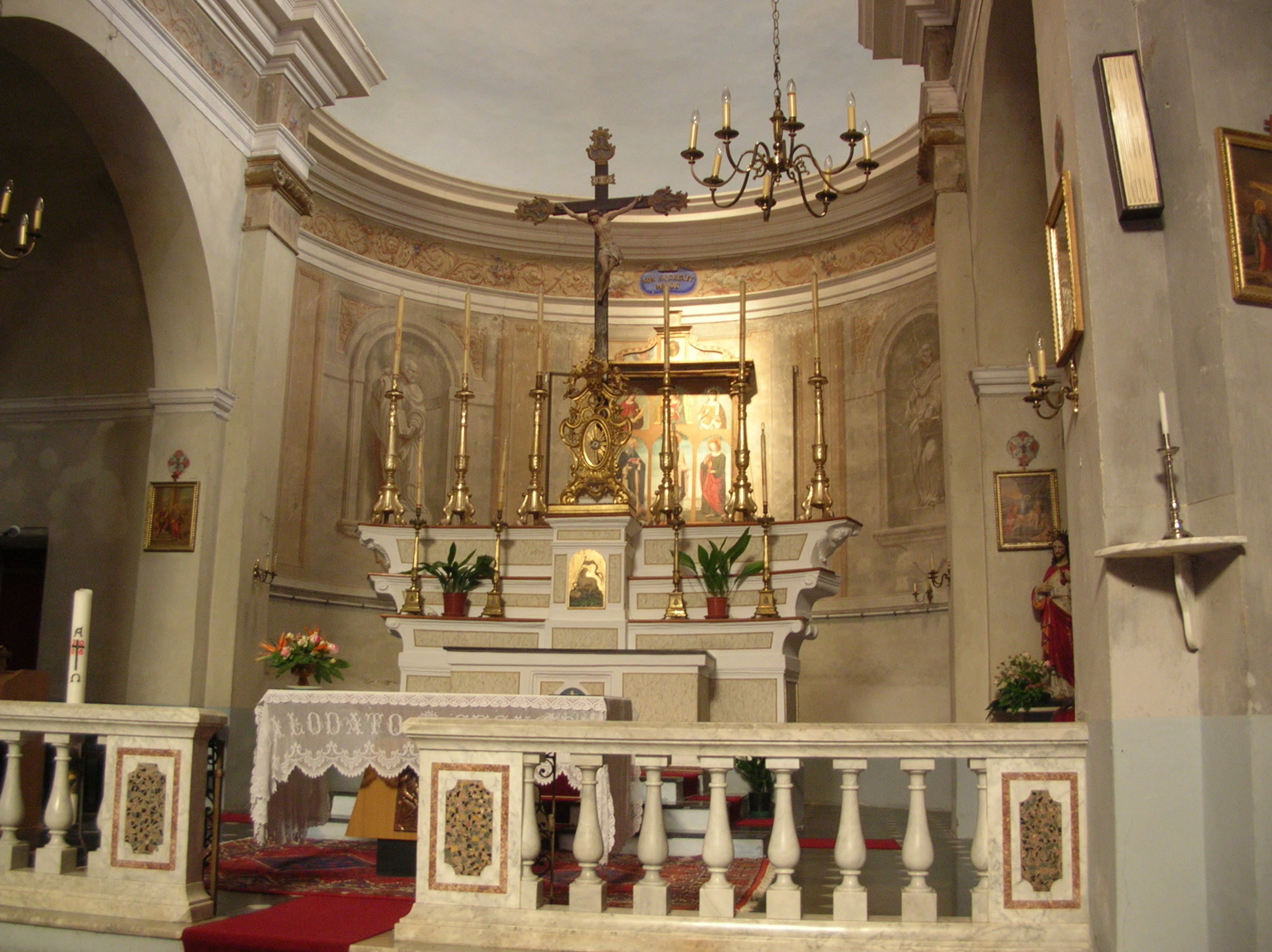
Il presbiterio

Sita presso la riva del torrente Verbone fu trasformata successivamente in abitazione nella seconda metà dell'Ottocento dopo la costruzione dell'attuale parrocchiale. Costruita nel XV secolo, in stile barocco, conserva nel suo interno il cinquecentesco polittico raffigurante San Giovanni Battista, recentemente restaurato.
Attualmente l'attribuzione della paternità di quest'opera si basa su elementi indiziari a causa della mancanza di documentazione relativa al polittico. Dagli studi compiuti da Massimo Bartoletti nel 1998 si è comunque accertato che il dipinto sicuramente non può essere attribuito né ad Andrea Della Cella né Francesco Brea ai quali era stato attribuito in passato.
Lo studio avvalora l'ipotesi che il polittico di Soldano possa essere stato dipinto nei primi anni del Cinquecento dai fratelli Giacomo e Bartolomeo de Rogeriis, di origine piemontese, ma operanti a Ventimiglia. Sono inoltre conservati una tela raffigurante la Sacra Famiglia del pittore fiorentino Giovanni Battista Galestruzzi e un trittico.